# Mena Massoud
Mena Massoud (Caïro, 17 september 1991) is een Canadees-Egyptisch acteur. Hij is hoofdzakelijk bekend van zijn rol als Aladdin in de gelijknamige Disney-liveactionfilm uit 2019.

## Persoonlijk leven
Massoud werd geboren in Caïro en verhuisde op driejarige leeftijd met zijn ouders en twee zussen naar Canada. Hij groeide op in Markham, Ontario.

## Filmografie

### Film
| Jaar | Titel               | Rol           | Notitie    |
| ---- | ------------------- | ------------- | ---------- |
| 2011 | What Happens Next   | Jad           | Short film |
| 2014 | Americanistan       | Mohammed Ali  | Short film |
| 2015 | Let's Rap           | John          |            |
| 2017 | Ordinary Days       | Ollie Santos  |            |
| 2017 | Masters in Crime    | Majid         | Short film |
| 2017 | Final Exam          | Zaid          | Short film |
| 2019 | Aladdin             | Aladdin       |            |
| 2019 | Run This Town       |               |            |
| 2019 | Strange but True    | Chaz          |            |
| 2022 | The Royal Treatment | prince Thomas |            |

### Televisie
| Jaar | Titel                  | Rol                               | Notitie               |
| ---- | ---------------------- | --------------------------------- | --------------------- |
| 2011 | Nikita                 | Al Qaeda #2                       | 1 aflevering          |
| 2011 | Poser                  | Bretten Thomason                  | 6 afleveringen        |
| 2011 | Combat Hospital        | Salman Zawab                      | 1 aflevering          |
| 2011 | The 99                 | Hafiz the Preserver / Dave / Saad | 25 afleveringen       |
| 2012 | Cut to the Chase       | Jason                             |                       |
| 2012 | King                   | Malik Atassi                      | 1 episode             |
| 2015 | Open Heart             | Jared Malik                       | Terugkerend personage |
| 2017 | Saving Hope            | Justin Srinivasan                 | 1 aflevering          |
| 2018 | Tom Clancy's Jack Ryan | Tarek Kassar                      | TV serie              |

### Video games
| Jaar | Titel        | Rol            | Notitie    |
| ---- | ------------ | -------------- | ---------- |
| 2016 | Watch Dogs 2 | Various voices | Video game |